# Urbangarde

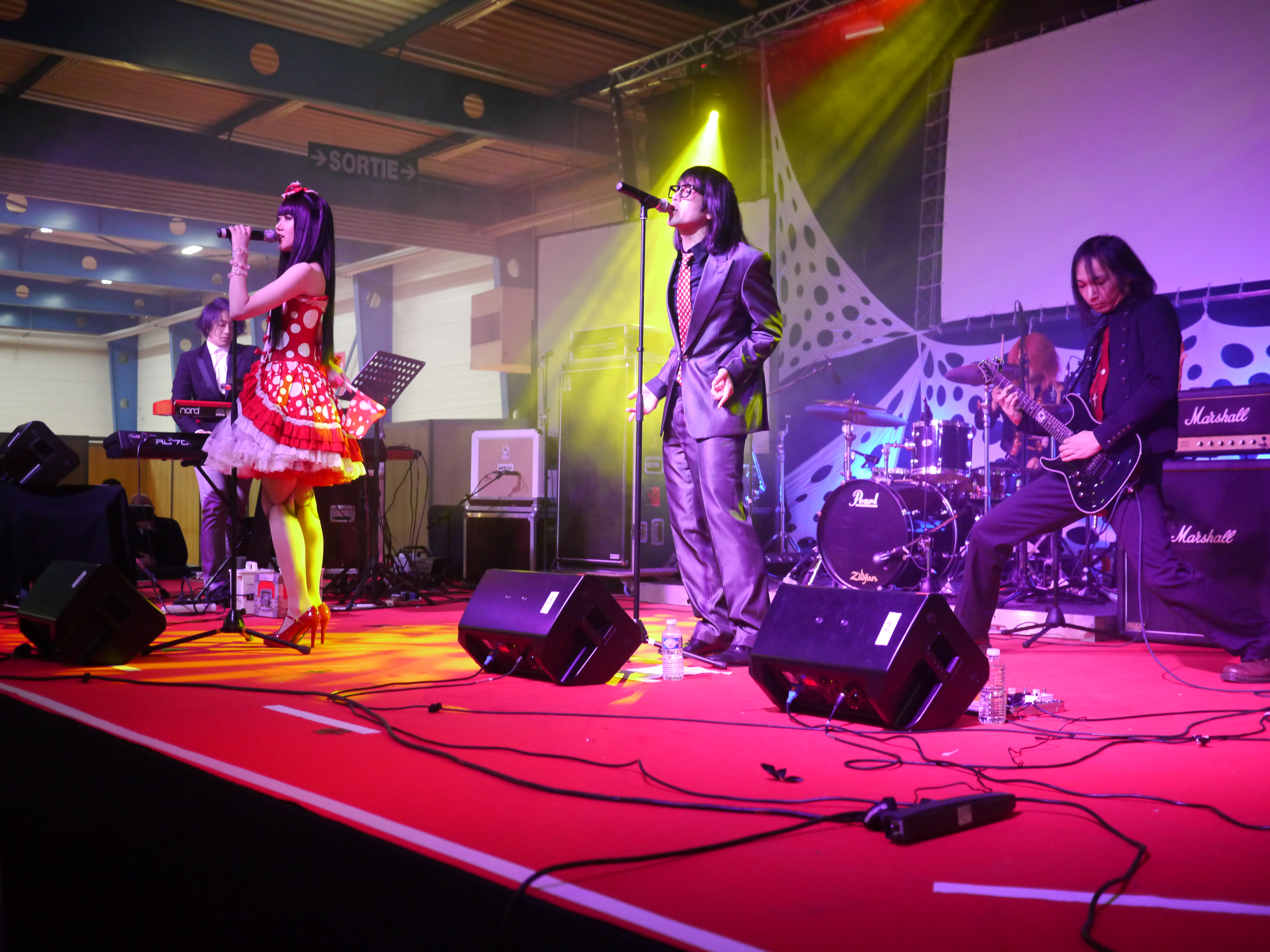
Urbangarde en concert au Toulouse Game Show de 2012.

Urbangarde (アーバンギャルド) est un groupe de musique japonais, actif depuis 2002. 
Il est composé de Hamasaki Yoko (Yokotan) au chant, Matsunaga Tenma (Temma) au chant, Zeze Shin (Shinsama) à la guitare, Yachimura Kei (Yashi) au clavier. Le batteur Kagiyama Kyoichi (Kyouchan) a quitté le groupe qui est actuellement à la recherche d'un remplaçant. 
Urbangarde est un groupe caractérisé par sa musique électronique mêlant voix féminine et masculine et ses sonorités singulières pop/électronique, mais aussi pour son style personnel avec des paroles crues, piquantes et souvent dérangeantes.

## Histoire

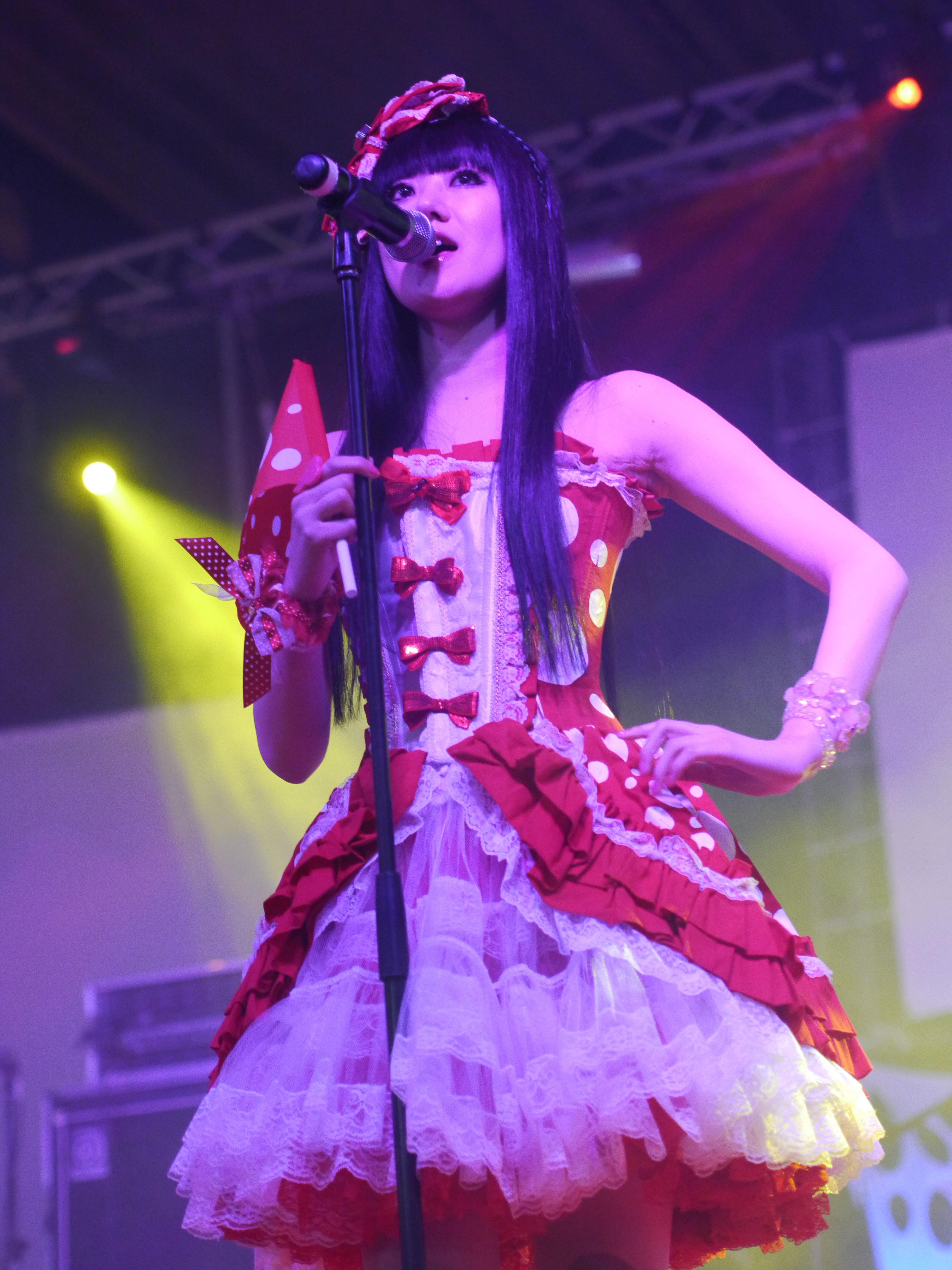
Hamasaki Yoko en Concert au Toulouse Game Show 2012

Matsunaga Tenma, parolier et homme de théâtre découvre, à l'aube du XXIe siècle, Hamasaki Yoko, chanteuse de vieilles chansons françaises, sur scène, et décide alors de faire d'elle le porte-parole d'une époque actuelle maladive.
C'est en 2005 que le groupe Urbangarde commence à attirer le public, notamment pour ses clips uniques.[Interprétation personnelle ?] Mais il faut attendre 2008, après avoir passé l’audition Yahoo ! JAPAN ・WHO’S NEXT en 2007 et être arrivé dans le top 5 sur plus de 3 000 groupes, qu'Urbangarde se fait réellement remarquer et connaître.

## Le style Urbangarde
Urbangarde est un groupe représentatif du Japon du XXIe siècle : il évoque une pathologie, tous les sujets tabous, les tracas et les problèmes liés à la société japonaise. Le groupe représente la « minorité des cultures underground, des vierges, et des otakus ». Les membres d'Urbangarde définissent par ailleurs leur genre de « Tokyo Virginité POP » en référence aux personnes qu'ils représentent. Leur succès se voit notamment sur internet.
Matsunaga Tenma assure seul l'aspect artistique des chansons, du style, du design, et aussi des vidéos.
Le groupe Urbangarde se fait remarquer non seulement pour sa musique, mais également ses paroles et ses clips provocants voire parfois choquants. C'est un groupe underground mêlant différentes subcultures, la culture pop et le kawaii. Leur musique est une pop remaniée, légère et sombre à la fois.[réf. nécessaire]

## Autres
- Sailor fuku wo nuganaide (Don't take off your sailor fuku) est la chanson la plus célèbre d'Urbangarde. Elle a été visionnée plus de 500 000 fois. Une de leurs vidéos a également été nommée pour le grand prix du 2e festival international de cinéma organisé par Nico nico douga[2].

- Le groupe Urbangarde et notamment Hamasaki Yoko a participé à plusieurs saisons de l'émission Japan in Motion.

- Urbangarde était en concert le 1er décembre 2012 au Toulouse Game Show en partenariat avec Japan in Motion.

## Discographie

### Albums
- Loss Of Virginity Production
- Shōjo wa nidoshinu (2008)
- Shōjo Toshi Keikaku (2009)
- Shōjo no shōmei (2010)
- Mental Hells (2011)
- Geiger Counter Culture (2012)
- Utsukushii Kuni (2014)

### Singles
- Revisionist
- Girls War
- Tokimeki ni Shisu
- Sayonara Sub Culture